# Scoonie Penn
James Donell Penn, detto Scoonie (Brooklyn, 9 gennaio 1977), è un ex cestista, allenatore di pallacanestro e dirigente sportivo statunitense, professionista in Europa e nella NBDL.

## Carriera
Dopo gli anni universitari trascorsi tra Boston College e Ohio State University, Penn si rende eleggibile per il draft NBA 2000 dove viene scelto dagli Atlanta Hawks con la 57ª scelta, venendo però tagliato in preseason. Vola così nel campionato italiano firmando con la Pallacanestro Trieste, ma a gennaio un grave infortunio gli pregiudica la possibilità di giocare il resto della stagione. Qualche mese più tardi la Virtus Roma lo ingaggia a gettone come sostituto dell'infortunato Jerome Allen.
La sua carriera prosegue, dopo una parentesi in NBDL, nelle leghe balcaniche vestendo rispettivamente le canotte della Stella Rossa Belgrado e del Cibona Zagabria, formazione con cui ha modo di vincere il campionato croato ed esordire in Eurolega, massima competizione europea per club.
Inizia quindi l'annata 2004-05 in Grecia tra le file del Makedonikos, ma a dicembre rescinde e si accasa alla Scavolini Pesaro producendo in campionato un fatturato medio di 15,1 punti a gara oltre all'impiego in Eurolega. Poi torna ai croati del Cibona Zagabria bissando la conquista dello scudetto ottenuto due anni prima. Nel 2006 arriva la chiamata da parte dell'Olympiacos, ambiziosa squadra che si ferma ai quarti di finale della manifestazione continentale, perdendo 3-2 la serie finale di campionato contro i rivali del Panathinaikos freschi campioni d'Europa.
Nel 2007 si trasferisce in Turchia all'Efes Pilsen in quella che è anche stata la quinta stagione consecutiva sui campi dell'Eurolega. Un anno dopo scende in campo con il BK Kiev, ma nel mese di febbraio viene tagliato insieme agli altri stranieri per la grave crisi economica del club ucraino. La stagione 2009-10 viene divisa a metà tra la parentesi alla Virtus Bologna e il ritorno all'Olympiacos (nuovamente Eurolega). Nel novembre 2010 scende in Legadue, seconda serie italiana, firmando col Veroli Basket a campionato già iniziato.

## Palmarès

### Squadra
- Campionato croato: 1

Cibona Zagabria: 2005-06
- Coppa di Grecia: 1

Olympiakos: 2009-10
- Coppa Italia di Legadue: 1

Basket Veroli: 2011

### Individuale
- 2 volte NCAA AP All-America Third Team (1999, 2000)